# Otto von Moser
Otto von Moser (Stuttgart, 21. ožujka 1860. – Isny im Allgäu, 11. listopada 1931.) je bio njemački vojni zapovjednik i vojni teoretičar. Tijekom Prvog svjetskog rata zapovijedao je 107. i 27. pješačkom divizijom, te XIV. pričuvnim korpusom na Istočnom, Balkanskom i Zapadnom bojištu.

## Vojna karijera
Otto von Moser rođen je 21. ožujka 1860. u Stuttgartu. Sin je Alwina Mosera i Auguste Moser rođ. Kleinlogel. U württemberšku vojsku stupio je u travnju 1877. služeći u 126. pješačkoj pukovniji. Od srpnja 1882. pohađa vojnu školu, te se nakon završetka iste, u svibnju 1884., vraća na službu u 126. pješačku pukovniju. U veljači 1889. unaprijeđen je u poručnika, dok od listopada 1889. pohađa Prusku vojnu akademiju. Po završetku iste, u listopadu 1892., služi u Glavnom stožeru, dok je u rujnu 1893. promaknut u čin satnika. Od travnja 1894. nalazi se na službi u 119. grenadirskoj pukovniji gdje zapovijeda satnijom, nakon čega od rujna 1896. ponovno služi u Glavnom stožeru u Berlinu gdje se nalazi na službi do studenog 1897. kada je premješten u stožer 27. pješačke divizije u Ulmu. U rujnu 1899. unaprijeđen je u bojnika, da bi potom služio u stožerima i to najprije od srpnja 1900., XVIII. korpusa, te nakon toga, od veljače 1902., XIII. korpusa sa sjedištem u Stuttgartu. 
U travnju 1904. Moser postaje zapovjednikom bojne u 120. pješačkoj pukovniji, dok u travnju 1906. premješten na službu u stožer 126. pješačke pukovnije. Istodobno s tim imenovanjem unaprijeđen je u čin potpukovnika. Mjesec dana poslije međutim, u svibnju, postaje predavač na Pruskoj vojnoj akademiji gdje predaje do studenog 1909. kada postaje načelnikom odjela pri Glavnom stožeru. U međuvremenu je, u ožujku 1909., unaprijeđen u čin pukovnika. U travnju 1910. postaje zapovjednikom 121. pješačke pukovnije, dok je u listopadu 1912. promaknut u čin general bojnika. U siječnju 1913. postaje zapovjednikom 53. pješačke brigade u Ulmu kojom zapovijeda i na početku Prvog svjetskog rata.

## Prvi svjetski rat
Na početku Prvog svjetskog rata 53. pješačka brigada nalazila se u sastavu 5. armije kojom je na Zapadnom bojištu zapovijedao prijestolonasljednik Vilim. Moser je tako svojom brigadom ušao u Belgiju, te je vodio teške borbe kod Virton-Bleida. Potom je njegova brigada sudjelovala u borbama kod Gesnesa gdje je Moser 2. rujna 1914. ranjen.
Nakon oporavka Moser je u svibnju 1915. odabran da zapovijeda novoformiranom 107. pješačkom divizijom. Navedena divizija je ušla u sastav također novoustrojene 11. armije pod zapovjedništvom Augusta von Mackensena. Moser zapovijedajući navedenom divizijom sudjeluje u izuzetno uspješnoj ofenzivi Gorlice-Tarnow nakon koje je u rujnu promaknut u čin general poručnika. Potom je sa svojom divizijom premješten na Balkansko bojište gdje u sastavu 11. armije sudjeluje u invaziji na Srbiju. Nakon zauzimanja Srbije Moser je s divizijom kojom je zapovijedao premješten na sjeverni dio Istočnog bojišta u Litvu gdje se nalazi do ljeta 1917. godine.
U lipnju 1916. Moser preuzima zapovjedništvo nad 27. pješačkom divizijom s kojom je sudjelovao u Bitci na Sommi. Nakon toga u ožujku 1917. postaje zapovjednikom XIV. pričuvnog korpusa zamijenivši na tom mjestu Georga Fuchsa. Zapovijedajući navedenim korpusom sudjeluje u Bitci kod Arrasa u kojom se ističe uspješnim odbijanjem britanskih napada. Za uspješno zapovijedanje u predmetnoj bitci 26. travnja 1917. odlikovan je ordenom Pour le Mérite.
U studenom 1917. Moser sa XIV. pričuvnim korpusom koji se tada nalazio u sastavu 2. armije sudjeluje u Bitci kod Cambraia gdje je njegov korpus žestoko napadnut od britanskih snaga. Nakon što je uspio zaustaviti britanski tenkovski napad, Moser je u veljači 1918. najprije stavljen na raspolaganje, da bi u srpnju bio konačno umirovljen.

## Poslije rata
Nakon završetka rata Moser je živio na svojem imanju u Isnyju. Bavio se pisanjem, te je autor više djela vojne tematike među kojima je najpoznatije djelo Württemberški sudionici Prvog svjetskog rata. Zbog znanstvenih dostignuća u području vojne povijesti Sveučilište u Tübingenu mu je u lipnju 1927. dodijelilo počasni doktorat.
Otto von Moser preminuo je 11. listopada 1931. godine u 72. godini života u Isnyju. Od listopada 1883. bio je oženjen s Antoniom Distel s kojom je imao dva sina i kćer.

## Vanjske poveznice
(eng.) Otto von Moser na stranici Prussianmachine.com

(njem.) Otto von Moser na stranici Deutschland14-18.de  Arhivirana inačica izvorne stranice od 23. rujna 2015. (Wayback Machine)

(njem.) Otto von Moser na stranici Landesarchiv-bw.de

(njem.) Otto von Moser na stranici Leo-bw.de